# Філліп Моррісон
Філліп Моррісон (порт. Phillip Morrison, 29 грудня 1984) — бразильський плавець.
Учасник Олімпійських Ігор 2008 року.